# Fédération royale belge des sports équestres
 (mars 2020).
 (mars 2020).
Si vous disposez d'ouvrages ou d'articles de référence ou si vous connaissez des sites web de qualité traitant du thème abordé ici, merci de compléter l'article en donnant les références utiles à sa vérifiabilité et en les liant à la section « Notes et références ».
La Fédération royale belge des sports équestres (FRBSE) est une association belge  sans but lucratif (ASBL), créée en 1885, reconnue par la fédération équestre internationale et le Comité national olympique interfédéral belge.
Depuis 2000, la fédération est dissociée en deux ligues linguistiques (francophone et flamande) : La Ligue Équestre Wallonie Bruxelles (LEWB) et la Paardensport Vlaanderen.

## La Fédération d’aujourd'hui
La Fédération royale belge des sports équestres (FRBSE) est reconnue par le Comité olympique et interfédéral belge, la Fédération équestre internationale et le Comité international olympique.
Depuis 2001 à la suite de la dissociation de la fédération, l’organe faîtier (FRBSE) et les ligues (Paardensport Vlaanderen et LEWB) ont mis en place une distribution des tâches bien définie. Comme défini dans les statuts, la FRBSE le but suivant :
« L’association a pour but de promouvoir et d’étendre le sport en général et le sport équestre en particulier. Comme organisme coordonnateur du Vereniging zonder Winstoogmerk Paardensport Vlaanderen et de l’association sans but lucratif Ligue équestre Wallonie Bruxelles (LEWB) elle s’occupe particulièrement des activités équestres nationales et internationales. »
La FRBSE est chargée :
- Des relations avec la Fédération équestre internationale (FEI), le Comité olympique et interfédéral belge (COIB) et les fédérations nationales étrangères.
- De la coordination entre les deux Ligues en ce qui concerne les matières nationales qui concernent le sport.
- De la rédaction de règlements parmi lesquels ceux des disciplines.
- De la rédaction du calendrier national (y compris les concours internationaux en Belgique).
- De l’approbation des avant-programmes des concours nationaux et internationaux en Belgique.
- De sélectionner les participants ainsi que leur possibilité à prendre part aux concours à l’étranger.
- De la nomination des officiels nationaux et de la proposition de candidats officiels internationaux à la FEI.

D'après son statut juridique, la FRBSE répond à la Loi régissant les associations. La fédération a une assemblée générale, un conseil d’administration. Le fonctionnement journalier est assuré par le secrétariat sous la direction du secrétaire général. Il existe, à côté de cela, des commissions nationales sportives pour chaque discipline. De plus, il y a une commission vétérinaire et une commission disciplinaire. En principe, tous les organes de la FRBSE sont constitués paritairement d’un nombre égal de représentants de la VLP et de la LEWB.

## Histoire

### 1885: Société Royale hippique de Belgique
Le premier cercle de cavaliers non-militaire belge fut fondé en 1885 par quelques amateurs de sports équestres sous le nom de Société Royale hippique de Belgique. Le premier concours hippique fut organisé à Bruxelles le 12 et le 13 mai 1884.

### 1898: Comité central hippique belge
En 1898 fut fondé le Comité central hippique belge avec pour objectif de regrouper les diverses associations sportives et de mettre en place des règlements uniformes.
Le Comité avait son siège social au 33 rue des Deux Églises à Bruxelles.
Une assemblée générale est tenue le 20 avril 1898 et est représentée par les cercles de Bruxelles, d'Anvers, de Gand, de Mons, de La Louvière, du Thuin, du Louvain, de Tilff, de Péruwelz et de Dour. Un bureau est constitué pour la première fois et tous les membres sont élus à l’unanimité des voix : le comte Eugène d’Oultremont comme président, le chevalier van Tieghem en premier vice-président , le vicomte de Nieulant en deuxième vice-président, Adolphe Dupuic comme secrétaire, et les membres Biebuyck, de Sauvage, Brogniez et Vanderkelen.
À cette époque, le sport équestre était fort sous l’influence de l’école d’équitation d’Ypres. Depuis 1847, les officiers de la cavalerie et de l’artillerie de campagne recevaient là leur formation dans le domaine des sports équestres et militaire.

### 1914-1918: Première Guerre mondiale
Durant la Première Guerre mondiale, l’activité sportive fut interrompue. Des concours militaires eurent cependant lieu pendant cette période.

### 1920-1940: Développement mondial du sport équestre
De 1920 à 1940 le sport équestre se développa en Europe, au Japon et dans quelques pays d’Amérique. Le nombre de cavaliers et de chevaux ne cessa d'augmenter.
Au niveau national, durant l’entre deux guerres, du progrès fut aussi enregistré de par la participation de non-militaires.
Il n’existait pas encore d’organisme international, bien que des jeux olympiques équestres et des manifestations sportives équestres internationales eurent lieu. Les Belges y jouèrent un rôle primordial. En 1900, aux Jeux olympiques de Paris, les Belges gagnèrent des médailles : l’or pour le colonel Aimé Haegeman, avec Benton II, en saut d'obstacles, et pour Constant van Langhendonck avec Extra Dry en saut en longueur (6,10 mètres). Georges van der Poele gagna l’argent avec Windsor Squire de bronze avec Ludlow. En 1912 à l'édition de Stockholm, le baron Emmanuel de Blommaert s’empara du bronze avec Clonmore en saut d'obstacles. L'édition de 1920 à Anvers fut un grand succès pour les Belges : sur la course de 20 km, le lieutenant J. Missona remporte l'or et le lieutenant Jules Bonvalet le bronze ; Roger Moeremans d'Emaüs, sur Sweet Girl, le lieutenant Oswald Linths sur Martha et le lieutenant Jules Bonvalet sur Weppelghem remportent le bronze sur la course de 50 km ; lors du saut d'obstacles, l'équipe formée par le commandant comte d’Oultremont sur Kichener, le lieutenant André Coumans sur Lisette et Herman de Gaiffier d’Hestroy sur Miss, remporte la médaille d'argent.

### 1921-1940: Fondation Fédération équestre internationale (FEI)
En 1921 à Paris, la Belgique, le Danemark, les États-Unis, l’Italie, la France, la Norvège, le Japon et la Suède fondent la FEI (Fédération équestre internationale). Le Comité central belge était alors représenté par Dupuich.
En Belgique, le nombre de concours et de cercles s'accroit puisque de 1922 à 1940, leur quantité augmente de 12 à 27.
Les activités sportives sont à nouveau interrompues durant la Deuxième Guerre mondiale.

### 1947: Fondation Fédération royale belge des sports équestres
À partir de 1945 la compétition reprend fortement dans les cercles qui ont survécu à la Deuxième Guerre mondiale.
La Fédération royale belge des sports équestres est fondée en 1947, en continuité du Comité central hippique belge.

### 1947-1990: Démocratisation du sport équestre
Entre 1947 et 1990, la FRBSE est une fédération unitaire qui gère les trois disciplines olympiques (saut d'obstacles, dressage, Concours complet) ainsi que l’attelage.
Durant les années 1990, d’autres disciplines telles que l’endurance, la voltige et le horse-ball sont ajoutées à la liste des disciplines reconnues par la fédération. Depuis 2001 le reining, une discipline du western riding, s’est ajouté à cette liste. À partir de 2006, la FRBSE ajoute le sport équestre pour moins valides, sous la dénomination para-equestrian parmi ses disciplines.
La constante démocratisation du sport équestre engendre une considérable croissance du nombre de chevaux, des pratiquants et des concours.
Durant cette période, la FRBSE est l’organe faîtier de onze groupements régionaux, six en Flandre et cinq en Wallonie.

### 1996-2000: Communautarisation de la FRBSE
De 1996 à 2000, la Fédération se prépare à une scission en une aile wallonne et une aile flamande.
Durant cette même période sont fondées en parallèle la Fédération interrégionale des sports équestres francophones (FISEF) qui réunit les cinq provinces wallonne ainsi que la Vlaamse Interregionale Paardensport Federatie (VIPF) qui réunit les six régionales flamandes.
À la suite de la Communautarisation du 14 décembre 2000, la FRBSE se scinde en deux ailes, une francophone, la Ligue équestre Wallonie Bruxelles (LEWB) qui est le résultat de la fusion entre la Fédération équestre de la Communauté Française de Belgique (FECFB) et de la FISEF, et une néerlandophone, la De Vlaamse Liga Paardensport (VLP) en remplacement de la VIPF. En 2004, BOMARI est repris au sein de la VLP. Les deux ligues (VLP en LEWB) sont reconnues et subsidiées par leurs communautés respectives.

### 2020: Changement d'identité
En 2020, la Vlaamse Liga Paardensport souhaite changer son identité. Etant l’association qui coordonne les sports équestres en Flandre, rassemble et représente les passionnés, ils approuvent le nouveau nom Paardensport Vlaanderen et le nouveau logo.